# Non stop (Ronnie Flex)
Non stop is een lied van de Nederlandse rapper Ronnie Flex. Het werd in 2018 als single uitgebracht en stond in hetzelfde jaar als vierde track op het album Nori.

## Achtergrond
Non stop is geschreven door Ronell Plasschaert en Jamaal Henry en geproduceerd door Maaly Raw. Het is een lied uit de genres nederhop en trap. In het lied rapt en zingt de artiest over zijn liefde voor een meisje en hoeveel hij bij haar wil zijn. De single heeft in Nederland de gouden status.

## Hitnoteringen
De rapper had succes met het lied in de hitlijsten van het Nederlands taalgebied. Het piekte op de eerste plaats van de Single Top 100 en stond één week op deze positie. In totaal stond het twaalf weken in deze lijst. De Nederlandse Top 40 werd niet bereikt; hier kwam het tot de tweede plaats van de Tipparade. Ook in de Vlaamse Ultratop 50 was er geen noteringen. Het bereikte de vijftiende plaats van de Ultratip 100.